# Tahar Ben Jelloun
Tahar Ben Jelloun (in arabo الطاهر بن جلون‎?; Fès, 1º dicembre 1944) è uno scrittore, poeta e saggista marocchino con cittadinanza francese, che ha scritto tutte le sue opere in francese, sebbene la sua lingua materna sia il Darija. Autore di racconti, romanzi, poesie e saggi, vive a Parigi, è stato nominato per il premio Nobel per la letteratura ed ha vinto il Premio Goncourt per il suo romanzo La Nuit sacrée.

## Biografia
Tahar Ben Jelloun nasce in un'agiata e antica famiglia della città di Fès, nell'allora Marocco francese, il 1º dicembre del 1944.  Dopo aver frequentato una scuola elementare bilingue arabo-francese, ha studiato al Lycée Regnault (liceo francese di Tangeri) fino all'età di diciotto anni, poi ha studiato filosofia all'Università Mohammed V di Rabat. Allo stesso tempo, scrisse le sue prime poesie, intrise del tumulto politico e sociale che la gioventù marocchina stava all'epoca attraversando.
Una volta completati gli studi, insegnò filosofia in Marocco e continuò la sua attività letteraria. Nel 1971 pubblicò il suo primo libro, la raccolta di poesie Uomini sotto la Sindone del Silenzio, che rifletteva l'impegno di Tahar Ben Jelloun per una maggiore giustizia sociale nel suo paese.
Lo stesso anno, in seguito all'arabizzazione dell'insegnamento della filosofia, partì per la Francia e si stabilì a Parigi. Desideroso di ampliare le sue prospettive e non limitarsi più all'insegnamento della filosofia, Tahar Ben Jelloun iniziò a studiare psicologia. Sul piano letterario, la presenza in Francia di Tahar Ben Jelloun - che scrive in francese - gli permette di stabilire contatti con gli editori.
Dal 1972 in poi ha scritto numerosi articoli per il quotidiano Le Monde. 
Il suo primo romanzo, Harrouda, è del 1973. Due anni più tardi, nel 1975, ha conseguito il dottorato in psicopatologia sociale sulle turbe mentali degli immigrati, esperienza che poi riverserà nel romanzo La Réclusion solitaire ("La reclusione solitaria", 1976).
Gli anni '70 vedono l'opera letteraria di Tahar Ben Jelloun evolversi sotto l'influenza delle sue esperienze intellettuali a Parigi e della sua esperienza come psicoterapeuta. Lo scrittore si è cimentato nella narrazione e ha rivendicato una prospettiva morale nei suoi scritti. Pubblica La Réclusion solitaire nel 1976 e soprattutto La plus haute des solitudes nel 1977, due opere incentrate sulla questione dell'immigrazione nordafricana nella società europea. La più alta delle solitudini, un saggio ispirato alla sua tesi e in cui racconta e analizza la solitudine psicologica e sessuale dei lavoratori immigrati, ha portato alla scoperta delle difficoltà nei rapporti tra gli immigrati e la popolazione francese.
All'inizio della sua carriera, Tahar Ben Jelloun è stato uno scrittore popolare, che godeva di buone recensioni e di un pubblico limitato ma fedele. La pubblicazione nel 1985 del romanzo L'Enfant de sable permetterà però allo scrittore marocchino di ottenere un ampio riconoscimento. Il successo del libro gli ha permesso di ampliare il suo pubblico e ha cambiato il suo rapporto con la letteratura. Come ha indicato in un'intervista, se questo nuovo pubblico non ha cambiato il suo lavoro letterario quotidiano (stile, ecc.), si è evoluta la sua concezione del messaggio veicolato dalla letteratura e della responsabilità degli autori nei confronti dei lettori.
Il suo romanzo del 1996 Les raisins de la galère (I frutti del duro lavoro) è una riflessione sul razzismo e sulle idee tradizionali musulmane sul posto della donna. La protagonista, Nadia (una giovane donna francese di origine algerina), combatte il razzismo e l'esclusione per trovare il suo posto nella società francese. Nel 1993 ha ricevuto il premio giornalistico Colombe d'Oro per la Pace, rilasciato dal Centro Italiano di Ricerca Archivio Disarmo. Ben Jelloun è stato insignito del Premio letterario internazionale di Dublino per Cette aveuglante absence de lumière (Questa accecante assenza di luce) nel 2004. Nel 2005 ha ricevuto il Prix Ulysse per l'intero corpus della sua opera.
Ha vinto il Prix Goncourt nel 1987 per La notte sacra, sequel di The Sand Child. È il primo autore marocchino a vincere questo premio.  Con quel premio arriva la consacrazione: diventa lo scrittore francofono più celebre di Francia. Interviene regolarmente con dibattiti e articoli sui problemi della società, soprattutto sui problemi dell'immigrazione, delle periferie urbane e del razzismo.
Per il libro Il razzismo spiegato a mia figlia, un longseller nelle vendite, ristampato più volte e accresciuto negli ultimi vent'anni, gli è stato conferito dal segretario delle Nazioni Unite il Global Tolerance Award per il suo profondo messaggio di uguaglianza, e nel 2006 ha vinto il Premio Internazionale Trieste Poesia.
Tahar Ben Jelloun è lo scrittore in lingua francese più tradotto al mondo. Creatura di sabbia (1985) e Notte fatale (Prix Goncourt nel 1987) sono stati tradotti in quarantatré lingue, incluse - oltre alle lingue araba, inglese e altre europee - quelle indonesiana, vietnamita, hindi, ebraica, giapponese, coreana, cinese. Il razzismo spiegato a mia figlia è tradotto in trentatré lingue, incluse tre delle undici lingue principali del Sudafrica (afrikaans, swati e 'ixixhosa), bosniaco ed esperanto. La maggior parte dei suoi libri sono stati tradotti in arabo, alcuni dallo stesso autore.
Dal 2008 fa parte dell'Académie Goncourt. Dal 2011 è membro della giuria del premio letterario Guillaume-Apollinaire.
Nel novembre 2015 lascia la Bompiani Editions, che pubblica le sue opere in italiano, per fondare La nave di Teseo, una nuova casa editrice, a Milano, con Umberto Eco.
Dal 2010 ha affiancato alla scrittura l'arte della pittura, nella quale si esprime con l'uso di colori puri e con grande attenzione alla luce. Nel 2022 è stato incaricato di dipingere il drappo del Palio di Feltre.

## Controversie
Nel 2001, Tahar Ben Jelloun ha pubblicato This Blinding Absence of Light, un libro sulla reclusione nella prigione segreta di Tazmamart di diverse dozzine di sottufficiali contrari al re Hassan II durante gli anni di piombo marocchini. Questa pubblicazione è stata fortemente criticata da un ex detenuto, Ahmed Marzouki, autore del libro Tazmamart Cell 10 pubblicato l'anno precedente, che descriveva anche le condizioni di detenzione a Tazmamart. L'ex ufficiale rimprovera a Tahar Ben Jelloun il suo silenzio sulla repressione della sicurezza in Marocco durante tutti questi anni, quando era uno scrittore pluripremiato, riconosciuto e protetto, la cui voce avrebbe avuto successo a livello internazionale. Inoltre, denuncia una pubblicazione che considera opportunistica e motivata da considerazioni puramente commerciali su un tema altamente simbolico e morale per la popolazione marocchina.
In risposta, Tahar Ben Jelloun respinge queste due accuse e ricorda la sua libertà artistica di scrittore. A sua difesa, egli spiega di aver taciuto sulla situazione marocchina per garantire la sicurezza della sua famiglia rimasta in Marocco e per mantenere i legami con il suo paese natale (in particolare la possibilità di ritornarvi). Ha anche aggiunto di aver ignorato alcuni aspetti della repressione subita dai prigionieri. Per quanto riguarda le questioni finanziarie, lo scrittore dice di condividere i profitti delle vendite con il prigioniero che gli ha fornito la materia prima per il suo romanzo, Aziz Binebine.
La polemica tra i due uomini ha scosso il Marocco e i circoli letterari francofoni. A suscitare tensioni ha contribuito il mutare delle posizioni di Aziz Binebine, a volte positive e a volte negative sul libro, ma soprattutto alcune affermazioni ritenute poco credibili dalla critica letteraria parigina. A differenza del libro, che ha riscosso un successo unanime da parte della critica, l'immagine di Tahar Ben Jelloun è stata per alcuni danneggiata in modo permanente da questa vicenda.

## Omaggi
L'asteroide (29449) Tahar benjelloun è stato chiamato così in suo onore.

## Opere

### Narrativa

#### Romanzi
- Harrouda (Harrouda, 1973), trad. di Marco Aurelio Cittadini, a cura di Egi Volterrani, Collana Zanzibar, Firenze, Giunti, 1992, ISBN 978-88-854-1909-4; Giunti, 1998 ISBN 88-09-21409-9; nuova ed., 2010.
- Le pareti della solitudine (La Réclusion solitaire, 1976) trad. di E. Volterrani, Collana Saggi brevi n.15, Torino, Einaudi, 1990, ISBN 88-06-11875-7 (1997), ISBN 978-88-061-1875-4; Collana I Delfini n.29, Milano, La nave di Teseo, 2017, ISBN  978-88-934-4142-1.
- Moha il folle, Moha il saggio (Moha le fou, Moha le sage, 1978), trad. di Lina Angioletti, Introduzione di Andrea Zanzotto e Majid El Houssi, Roma, Edizioni Lavoro, 1988, ISBN 88-7910-378-4; Collana UEF n.1149, Milano, Feltrinelli, 1991, ISBN 88-07-81149-9.
- La preghiera dell'assente (La Prière de l'absent, 1981), trad. di Maria Matarrese, Introduzione di Sergio Zoppi, Roma, Edizioni Lavoro, 1990, ISBN 978-88-791-0449-4.
- Lo scrivano (L'Écrivain public, 1983), trad. di E. Volterrani, Collana Nuovi Coralli n.460, Torino, Einaudi, 1992, ISBN 88-06-12600-8, ISBN 88-06-14100-7; Collana I Delfini, Milano, La nave di Teseo, 2021, ISBN 978-88-934-4932-8.
- Creatura di sabbia (L'Enfant de sable, 1985), trad. di E. Volterrani, con una nota di Sergio Zoppi, Collana Supercoralli, Torino, Einaudi, 1987, ISBN 978-88-065-9935-5, ISBN 88-06-13068-4; Collana I grandi delfini, Milano, La nave di Teseo, 2022, ISBN 978-88-346-1032-9.
- Notte fatale (La Nuit sacrée, 1987) trad. di E. Volterrani, Collana Supercoralli, Torino, Einaudi, 1988, ISBN 88-06-60019-2 ISBN 88-06-13168-0; Milano, La nave di Teseo, 2024, ISBN 978-88-346-1849-3.
- A occhi bassi (Les Yeux baissés, 1991), trad. di E. Volterrani, Collana Supercoralli, Torino, Einaudi, 1993, ISBN 978-88-061-3181-4; ISBN 88-06-13618-6 ISBN 88-06-18132-7.
- Corrotto (L'Homme rompu, 1994), trad. di E. Volterrani, Collana Le finestre, Milano, Bompiani, 1994, ISBN 978-88-452-2187-3; ISBN 88-452-2715-4 ISBN 88-452-4683-3.
- Nadia (Les Raisins de la galère, 1996), trad. di E. Volterrani, Collana Le finestre, Milano, Bompiani, 1996, ISBN 978-88-452-2655-7, ISBN 88-452-3898-9 ISBN 88-452-5105-5.
- Lo specchio delle falene (La Nuit de l'erreur, 1996), trad. di E. Volterrani, Collana Supercoralli, Torino, Einaudi, 1996, ISBN 978-88-061-3738-0, ISBN 88-06-14902-4; Collana I Delfini, Milano, La nave di Teseo, 2021, ISBN 978-88-934-4924-3.
- L'albergo dei poveri (L'Auberge des pauvres, 1997), trad. di Filomena Vitale, Napoli, Tullio Pironti Editore, 1998, ISBN 978-88-793-7193-3; trad. di E. Volterrani, Collana Supercoralli, Torino, Einaudi, 1999, ISBN 978-88-061-5248-2; ISBN 88-06-15846-5, ISBN 978-88-06-18131-4; Collana I Delfini n.47, Milano, La nave di Teseo, 2018, ISBN 978-88-934-4700-3.
- Il labirinto dei sentimenti (Labyrinthe des sentiments, 2001), trad. di Marco Bellini, disegni di Ernest Pignon-Ernest, Napoli, Tullio Pironti Editore, 2004, ISBN 88-7937-319-6.
- Il libro del buio (Cette aveuglante absence de lumière, 2001) trad. di Yasmina Mélaouah, Collana Supercoralli, Torino, Einaudi, 2001, ISBN 978-88-061-5688-6, ISBN 88-06-16404-X; Collana I Delfini, Milano, La nave di Teseo, 2018, ISBN 978-88-934-4696-9.
- L'ultimo amico (Le Dernier Ami, 2004) trad. di Anna Maria Lorusso, Collana Narratori stranieri, Milano, Bompiani, 2004, ISBN 978-88-452-3283-1; ISBN 88-452-5597-2.
- Mia madre, la mia bambina (Sur ma mère, 2007), trad. di Margherita Botto, Collana Supercoralli, Torino, Einaudi, 2006, ISBN 88-06-17975-6, ISBN 978-88-06-18657-9; revisione e integrazioni di Anna Maria Lorusso, Collana I Delfini n.28, Milano, La nave di Teseo, 2017, ISBN 978-88-934-4141-4.
- Partire (Partir, 2006), trad. di Anna Maria Lorusso, Collana Narratori Stranieri, Milano, Bompiani, 2007, ISBN 978-88-452-5834-3, ISBN 978-88-452-6096-4.
- L'ha ucciso lei (Elle l'a tué, 2008), trad. di Maurizia Balmelli, Collana L'Arcipelago, Torino, Einaudi, 2008, ISBN 978-88-06-18918-1.
- Au pays, 2009.
- Marocco, romanzo (Marabouts, Maroc, 2009), trad. di Cinzia Poli, Collana Frontiere, Torino, Einaudi, 2010, ISBN 978-88-06-18884-9.
- L'uomo che amava troppo le donne (L'homme qui amait trop les femmes, poi Le Bonheur conjugal, 2012), trad. Anna Maria Lorusso, Collana Narratori stranieri, Milano, Bompiani, 2010, ISBN 978-88-452-6536-5; col titolo La felicità coniugale, Collana I grandi tascabili n.1270, Bompiani, 2014, ISBN 978-88-452-7607-1.
- L'ablazione (L'Ablation, 2014) trad. di Anna Maria Lorusso, Collana Narratori stranieri, Milano, Bompiani, 2014, ISBN 978-88-452-7599-9.
- Il matrimonio di piacere (Le Mariage de plaisir, 2016), traduzione di Anna Maria Lorusso, H. Haidar e F.J. Peirone, Collana Oceani n.2, Milano, La nave di Teseo, 2016, ISBN 978-88-934-4001-1.
- La punizione (La Punition, 2018), traduzione di Anna Maria Lorusso, Collana Oceani n.44, Milano, La nave di Teseo, 2018, ISBN 978-88-934-4521-4.
- Insonnia (L'insomnie, 2019, poi L'insomniaque, 2021), traduzione di Anna Maria Lorusso, Collana Oceani, Milano, La nave di Teseo, 2019, ISBN 978-88-934-4936-6.
- Il miele e l'amarezza (Le miel et l'amertume, 2020), traduzione di Anna Maria Lorusso, Collana Oceani n.159, Milano, La nave di Teseo, 2022, ISBN 978-88-346-0984-2.
- Au plus beau pays du monde, Seuil, 2022, ISBN 978-2-02-147-916-4.
- Gli amanti di Casablanca (Les amants de Casablanca, 2023), traduzione di Anna Maria Lorusso, Collana Oceani, Milano, La nave di Teseo, 2024, ISBN 978-88-346-1920-9.

#### Racconti
- Giorno di silenzio a Tangeri (Jour de silence à Tanger, 1990), trad. e cura di Egi Volterrani, Collana Supercoralli, Torino, Einaudi, 1989, ISBN 978-88-061-1625-5.
- Dove lo Stato non c'è. Racconti italiani, con la collaborazione di Egi Volterrani, Collana Gli struzzi n.413, Torino, Einaudi, 1991, ISBN 978-88-061-2403-8.
- L'Ange aveugle, 1992.
- L'ultimo amore è sempre il primo? (Le premier amour est toujours le dernier, 1995) trad. di E. Volterrani, Collana Le finestre, Milano, Bompiani, 1995, ISBN 978-88-452-2554-3, ISBN 88-452-3194-1 ISBN 978-88-452-0125-7.
- Rachid il bambino teledipendente (Rachid l'enfant de la télé, 1995), illustrazioni di Baudoin, trad. di Cristina Rossi, Bologna, Stoppani, 1997, ISBN 978-88-861-2423-2.
- La scuola o la scarpa (L'école ou la chaussure), trad. di Anna Maria Lorusso, illustrazioni di Lorenzo Mattotti, Collana asSaggi, Milano, Bompiani, 2000, ISBN 978-88-452-4516-9.
- L'hammam (Le Hammam, 2001), trad. di Yasmina Mélaouah, Collana L'Arcipelago n.13, Torino, Einaudi, 2002, ISBN 88-06-16081-8.
- La bella addormentata. Una fiaba d'autore per parlare di razzismo ai nostri figli (La Belle au bois dormant, 2003), trad. di Anna Maria Lorusso, Illustrazioni di Giovanni Manna, Milano, Fabbri Editori, 2003, ISBN 978-88-451-8350-8.
- Amori stregati. Passione, amicizia, tradimento (Amours sorcières, 2003), trad. Anna Maria Lorusso, Collana Narratori stranieri, Milano, Bompiani, 2003, ISBN 978-88-452-5517-5; ISBN 978-88-452-3346-3.
- L'école perdue, illustrazioni di Laurent Corvaisier, 2007.
- Jean Genet, menteur sublime, 2010
- Incontro crudele, trad. di Anna Maria Lorusso, Collana L'amore ai nostri tempi n.6, a cura di Mario Fortunato, Roma, L'Espresso, 2011. [contiene: Cruelle recontre, Un pigeon à Amsterdam, L'étreint vide]
- Fuoco. Una storia vera (Par le feu, 2011), traduzione di Anna Maria Lorusso, Collana Grandi asSaggi, Milano, Bompiani, 2012, ISBN 978-88-452-6993-6.
- Il collier perduto di Aisha, traduzione di Anna Maria Lorusso, Collana Narratori stranieri, Milano, Bompiani, 2013, ISBN 978-88-452-7372-8.
- Racconti coranici (Contes Coraniques, 2015), trad. di Anna Maria Lorusso, Milano, Collana asSaggi, Milano, Bompiani, 2015, ISBN 978-88-452-8007-8.
- Gli alberi raccontati ai bambini. Con i disegni dell'autore, traduzione di Anna Maria Lorusso, Milano, La nave dei Piccoli, 2024, ISBN 978-88-346-1817-2.

### Poesie
- L'Aube des dalles, 1970.
- Les Cicatrices du soleil, 1972.
- Hommes sous linceul de silence, 1972.
- Les Amandiers sont morts de leurs blessures, 1976.
- Le Discours du chameau, 1979.
- À l'insu du souvenir, 1980.
- Marseille comme un matin d'insomnie, 1983.
- Atteint de désert, 1984.
- Non identifiés, 1991.
- Dalle ceneri (La Remontée des cendres, 1991, poesie bilingue, versione araba di Kadhim Jihad), trad. di Egi Volterrani, Collana Nugae n.18, Genova, Il Nuovo Melangolo, 1991, ISBN 978-88-701-8152-4.
- Stelle velate. Poesie 1966-1995 (Poésie complète 1966-1995, 1995) trad. di Egi Volterrani, Collana I Coralli n.89, Torino, Einaudi, 1998, ISBN 978-88-061-4246-9.
- 25 poesie autografe, La Città del Sole, 1996. [edizione di 100 esemplari, di cui 25 numerati I-XXV con una poesia autografa e 75 numerati 1-75 firmati dall'autore]
- Jénine et autres poémes, 2007.
- Les Pierres du temps et autre poèmes, 2007.
- Doppio esilio, trad. di Manuela Giabardo, Edizioni del Leone, 2009, ISBN 978-88-731-4271-3. [antologia]
- Que la blessure se ferme, poèmes, Paris, Gallimard, 2011.
- Dolore e luce del mondo (Douleur et lumière du monde, précédé de Que la blessure se ferme, Poésie/Gallimard, 2022), traduzione di Cettina Caliò, Collana Poesia, Milano, La nave di Teseo, 2021, ISBN 978-88-346-0525-7.

### Teatro
- La Fiancée de l'eau, seguito da Entretiens avec M. Saïd Hammadi ouvrier algérien, 1984.
- Beckett et Genet, un thé à Tanger, 2010.

### Curatele
- La Mémoire future, 1976. [antologia della nuova poesia marocchina]

### Saggistica
- L'estrema solitudine (La plus haute des solitudes. Misère affective et sexuelle d'émigrés nord-africains, 1977) trad. di Vittorio Cosentino, Prefazione di Gad Lerner, Milvia, 1988, ISBN 88-7829-001-7; Collana I grandi pasSaggi, Milano, Bompiani, 1999, ISBN 88-452-4262-5.
- Ospitalità francese (Hospitalité française. Racisme et immigration maghrébine, 1984) trad. di Stefania Papetti, Collana Confini n.31, Roma, Theoria, 1992, ISBN 88-241-0274-3; Collana Tracce, Roma, Editori Riuniti, 1998, ISBN 978-88-359-4520-8; Collana Tascabili.Saggi, Milano, Bompiani, 1999, ISBN 978-88-452-4062-1; Bookever, 2005, ISBN 978-88-892-1209-7;
- La via di uno soltanto. Visita fantasma dell'atelier di Giacometti (Alberto Giacometti, 1991; nuova ed., La rue pour un seul, 1995) trad. di E. Volterrani, Collana L'arte e le arti, Milano, Scheiwiller, 2009, ISBN 978-88-7644-610-8.
- L'amicizia (La Soudure fraternelle, 1994; poi come Éloge de l'amitié , 1996), trad. di E. Volterrani, Collana Einaudi Tascabili n.259, Torino, Einaudi, 1995, ISBN 978-88-061-3596-6.
- Il razzismo spiegato a mia figlia (Le Racisme expliqué à ma fille, 1997), trad. di E. Volterrani, Collana pasSaggi, Milano, Bompiani, 1998, ISBN 978-88-452-4002-7; Bompiani per la scuola, 2000, ISBN 978-88-451-3000-7; nuova ed., Appendice: Cosa ne pensano ragazzi e insegnanti, 2000, ISBN 88-452-4002-9; nuova ed., col saggio Il montare dell'odio (La montée des haines) tradotto da Anna Maria Lorusso, Bompiani, 2005, ISBN 88-452-3368-5; nuova ed., col saggio I nuovi razzismi in Italia, Collana I grandi pasSaggi, Bompiani, 2010, ISBN 978-88-452-6477-1; ed. ampliata col saggio 1998-2018: il razzismo è in buona salute, Collana Le onde n.32, Milano, La nave di Teseo, 2018, ISBN 978-88-934-4548-1.
- L'Islam spiegato ai nostri figli (L'Islam expliqué aux enfants, 2001), trad. di Anna Maria Lorusso, Collana pasSaggi, Milano, Bompiani, 2001, ISBN 978-88-452-5141-2; nuova ed. accresciuta, col testo Vivere insieme, Collana I grandi pasSaggi, Bompiani, 2010, ISBN 978-88-452-6525-9; nuova ed. col titolo L'Islam spiegato ai nostri figli e agli adulti che vogliono rispondere alle loro domande, Collana Le onde, Milano, La nave di Teseo, 2024, ISBN 978-88-346-1625-3.
- Jenin. Un campo palestinese (Jenin, 2002), trad. di Anna Maria Lorusso, Collana asSaggi, Milano, Bompiani, 2002, ISBN 88-452-5328-7;
- L'amicizia e l'ombra del tradimento (Éloge de l'amitié, ombre de la trahison,), trad. di E. Volterrani, Collana ET Letteratura n.1204, Torino, Einaudi, 2004, ISBN 978-88-061-6789-9.
- Lettre à Delacroix, 2005, Éditions FMR.
- Non capisco il mondo arabo. Dialogo tra due adolescenti, trad. di Anna Maria Lorusso, Collana pasSaggi, Milano, Bompiani, 2006, ISBN 88-452-5664-2.
- La rivoluzione dei gelsomini. Il risveglio della dignità araba (L'Étincelle. Révolte dans les pays arabes, 2011), trad. di Anna Maria Lorusso, Collana PasSaggi, Milano, Bompiani, 2011, ISBN 978-88-452-6774-1. [antologia di saggi politici]
- in AA.VV., Qui est Daech?, 2015.
- È questo l'Islam che fa paura (De l'Islam qui fait peur, 2015), trad. di Anna Maria Lorusso, Collana pasSaggi, Milano, Bompiani, 2015, ISBN 978-88-452-7961-4.
- Il terrorismo spiegato ai nostri figli. Ai nostri figli va detta la verità: hanno bisogno di parole scelte con cura (Le Terrorisme expliqué à nos enfants, 2016), traduzione di Anna Maria Lorusso, Collana Le ondine n.1, Milano, La nave di Teseo, 2017, ISBN 978-88-934-4116-2.
- Un pays sur les nerfs, éditions de l'aube, coll. « Le 1 en livre », 2017.
- La filosofia spiegata ai bambini, Milano, La nave di Teseo, 2020, ISBN 979-12-800-4310-8.
- La Couleur des mots, L’Iconoclaste, 2022, ISBN 978-23-788-0281-3.
- L'urlo. Israele e Palestina. La necessità del dialogo nel tempo della guerra, traduzione di Anna Maria Lorusso, Collana Le onde n.126, Milano, La nave di Teseo, 2023, ISBN 978-88-346-1689-5.

### Interviste
- Marco Alloni, Amo inventare storie. Dialogo con Tahar Ben Jelloun, Adv, 2008, ISBN 978-88-7922-041-5.
- I cantastorie di Marrakesh. Dialogo sulle radici, l'identità migrante, il razzismo, l'impegno, la scrittura, con Marco Alloni, Collana I libri della Salamandra n.19, Aliberti, 2022, ISBN 978-88-932-3504-4.

### Libri fotografici
- Haut Atlas: l'exil de pierres, photographies Philippe Lafond, texte Tahar Ben Jelloun, Chêne/Hachette, 1982. [reportage fotografico sulle popolazioni berbere dell'Alto Atlante]
- Édouard Boubat, Mediterraneo, fotografie con testo di T.B. Jelloun, Milano, Motta, 1997, ISBN 978-88-717-9126-5.
- Il Mediterraneo di Piero Guccione, testi di T.B. Jelloun, poesie di Francesca Merloni, Il Cigno GG Edizioni, 2004, ISBN 978-88-783-1170-1.
- Igor Mitoraj. Le porte degli angeli, con testi di T.B. Jelloun, Il Cigno GG Edizioni, 2006, ISBN 978-88-783-1187-9.
- Un mare di arte. Mediterraneo specchio del cielo, Ediz. illustrata, a cura di M. Di Capua e L. Zichichi, Collana Gli Orizzonti, Il Cigno GG Edizioni, 2007, ISBN 978-88-783-1206-7.

### Altro
- Delacroix al Marocco, testo di Tahar Ben Jelloun, letture di Pedro Antonio de Alarcón, Edmondo De Amicis, Pierre Loti), a cura di Gianni Guadalupi, Franco Maria Ricci, 2004, ISBN 88-216-0047-5.
- La moglie di Salem (La Femme de Salem), trad. Anna Maria Lorusso, in Notte senza fine. Amore, tradimento, incesto, scritti di Amin Maalouf, Tahar Ben Jelloun, Hanif Kureishi, adattamento cinematografico di Elisabetta Sgarbi, Milano, Bompiani, 2004, ISBN 88-452-3322-7.
- Dove la bellezza non si annoia mai: a Bologna con Tahar Ben Jelloun, film di Francesco Conversano e Nene Grignaffini, Movie Movie/Rai Educational, 2005 DVD 46 min. [con la partecipazione di Stefano Benni, Giuseppe Bertolucci, Umberto Eco e Francesco Guccini ]
- Notte senza fine: amore tradimento incesto, film di Elisabetta Sgarbi, Istituto Luce, 2005, DVD 85 min. [con Galatea Ranzi, Toni Servillo, Anna Bonaiuto, Laura Morante ]
- Ben Jelloun. Profumo d'assenza, a cura di G. Longo, Collana Castalia n.25, Trieste, FrancoPuzzo Editore, 2006, ISBN 978-88-88475-21-9. Premio Internazionale Trieste Poesia 2006

## Riconoscimenti
- 1976: Prix de l'amitié franco-arabe per la raccolta poetica Les amandiers sont morts de leurs blessures.
- 1987: Prix Goncourt per La Nuit sacrée.
- 1993: Premio Giornalistico Archivio Disarmo-Colombe d'oro per la Pace.
- 2004: Prix letterario internazionale IMPAC, ricevuto a Dublino per il romanzo Cette aveuglante absence de lumière.
- 2004: Premio Letterario Internazionale Giuseppe Tomasi di Lampedusa per Amori stregati.
- 2005: Prix Ulysse per l'insieme della sua opera.
- 2010: Prix international de poésie Argana, assegnato dalla Maison de poésie du Maroc13.
- 2011: Prix de la paix Erich-Maria-Remarque per il saggio L'Étincelle — Révolte dans les pays arabes.
- 2013: Premio Nazionale Vincenzo Padula, Sezione Narrativa Internazionale.